# Дейвис, Ханна
Ханна Дейвис (англ. Hannah Davis; 11 августа 1985, Аделаида) — австралийская гребчиха-байдарочница, выступала за сборную Австралии в конце 2000-х — начале 2010-х годов. Бронзовая призёрша летних Олимпийских игр в Пекине, участница Олимпиады в Лондоне, обладательница бронзовой медали чемпионата мира, победительница многих регат национального и международного значения.

## Биография
Ханна Дейвис родилась 11 августа 1985 года в городе Аделаида, штат Южная Австралия. Активно заниматься греблей на байдарках начала с раннего детства, проходила подготовку в спортивном клубе Holdfast Bay Canoe Club.
Первого серьёзного успеха на взрослом международном уровне добилась в 2008 году, когда попала в основной состав австралийской национальной сборной и благодаря череде удачных выступлений удостоилась права защищать честь страны на летних Олимпийских играх в Пекине. В составе четырёхместного экипажа, куда также вошли гребчихи Лиза Олденхоф, Шанталь Мик и Линдси Фогарти, заняла в полукилометровой гонке третье место и завоевала тем самым бронзовую олимпийскую медаль (на финише её опередили только команды из Германии и Венгрии). Кроме того, в паре с Фогарти стартовала здесь в программе двоек на пятистах метрах, тоже дошла до финальной стадии турнира, однако в решающем заезде финишировала лишь шестой, немного не дотянув до призовых позиций.
После пекинской Олимпиады Дейвис осталась в основном составе гребной команды Австралии и продолжила принимать участие в крупнейших международных регатах. Так, в 2011 году она побывала на чемпионате мира в венгерском Сегеде, откуда привезла награду бронзового достоинства, выигранную в зачёте двухместных байдарок на дистанции 200 метров. Будучи в числе лидеров австралийской национальной сборной, благополучно прошла квалификацию на Олимпийские игры 2012 года в Лондоне — на сей раз в четвёрках на пятистах метрах совместно с Рейч Ловелл, Джо Бригден-Джонс и Линдси Фогарти расположилась в итоговом протоколе на девятой позиции. Вскоре по окончании этих соревнований приняла решение завершить карьеру профессиональной спортсменки, уступив место в сборной молодым австралийский гребчихам.